# 安井三吉
安井 三吉（やすい さんきち、1941年-　）は、日本の中国現代史学者、神戸大学名誉教授。

## 略歴
東京生まれ。東京大学文学部東洋史学科卒、1972年同大学院博士課程満期退学、神戸大学教養部講師、助教授、国際文化学部教授、2004年定年退官、名誉教授、孫文記念館館長・神戸華僑歴史博物館研究室長。専門は中国社会文化論。

## 著書
- 『盧溝橋事件』研文出版 1993
- 『柳条湖事件から盧溝橋事件へ 一九三〇年代華北をめぐる日中の対抗』研文出版 2003
- 『帝国日本と華僑 日本・台湾・朝鮮』青木書店 シリーズ中国にとっての20世紀 2005

### 共編著
- 『図説中国近現代史』池田誠、副島昭一,西村成雄共著 法律文化社 1988
- 『孫文と神戸』陳徳仁共著 神戸新聞出版センター シリーズ兵庫の歴史 1985
- 『孫文・講演「大アジア主義」資料集 1924年11月日本と中国の岐路』陳徳仁共編 法律文化社 孫中山記念会研究叢書 1989
- 『東アジア政治のダイナミズム』赤木攻共編 青木書店 講座東アジア近現代史 2002
- 『孫文記念館30年の歩み 1984-2014年』蔣海波共編 孫中山記念会著 孫中山記念会 2015

## 論文
- ＜安井三吉